# Венское копьё

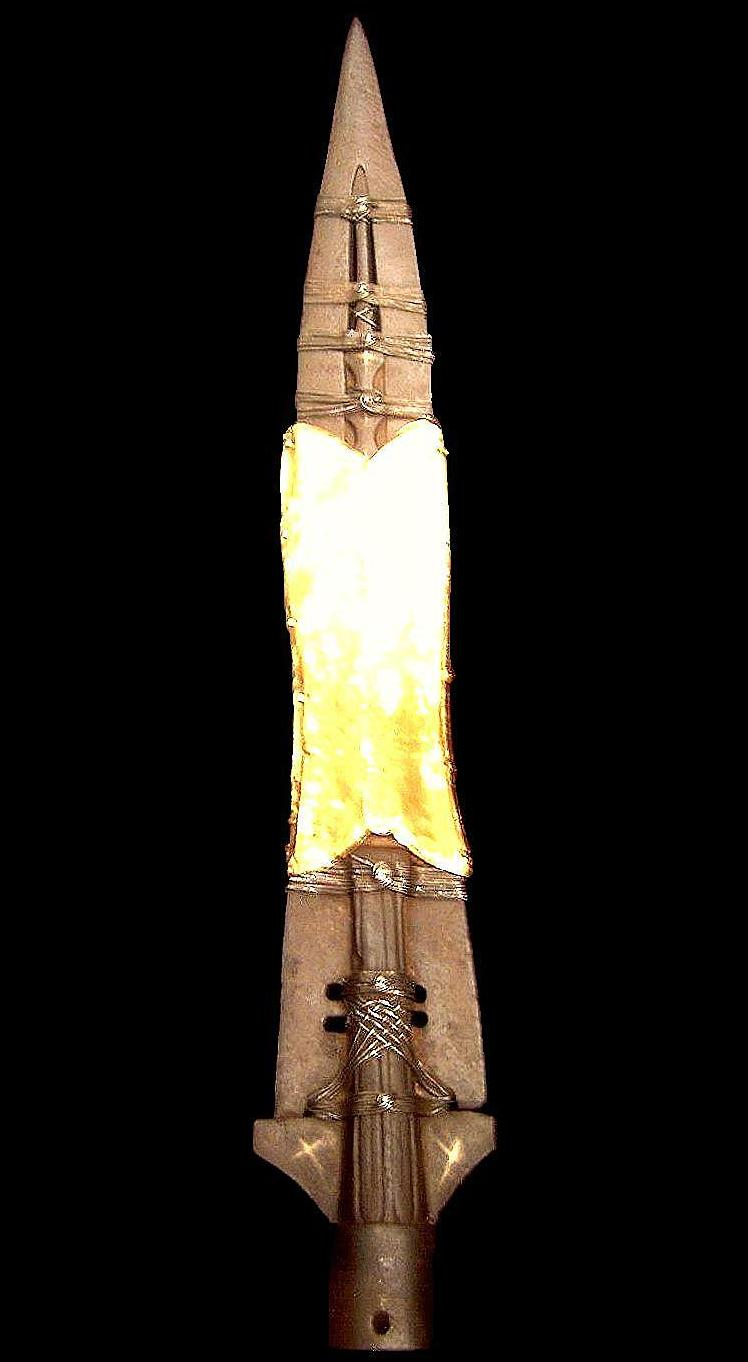
Венское копьё в Хофбургском замке

Ве́нское копьё, или Хофбу́ргское копьё, или Копьё Свято́го Маври́кия — артефакт, который считается оригиналом копья Лонгина, одного из Орудий Страстей Христовых. Как и все Орудия Страстей, копьё считается одной из величайших реликвий христианства. В настоящее время хранится в имперской сокровищнице Хофбургского замка.
Этот артефакт является одним из нескольких, претендующих называться Копьём Судьбы.
Достоверно известно, что копье использовалось в коронационной церемонии только один раз — при коронации императора Генриха II. В одной из иллюстрированных рукописей сохранилась миниатюра, изображающая этот торжественный момент. В левой руке император держит Державу, в правой — Копьё.

## Легенды о происхождении

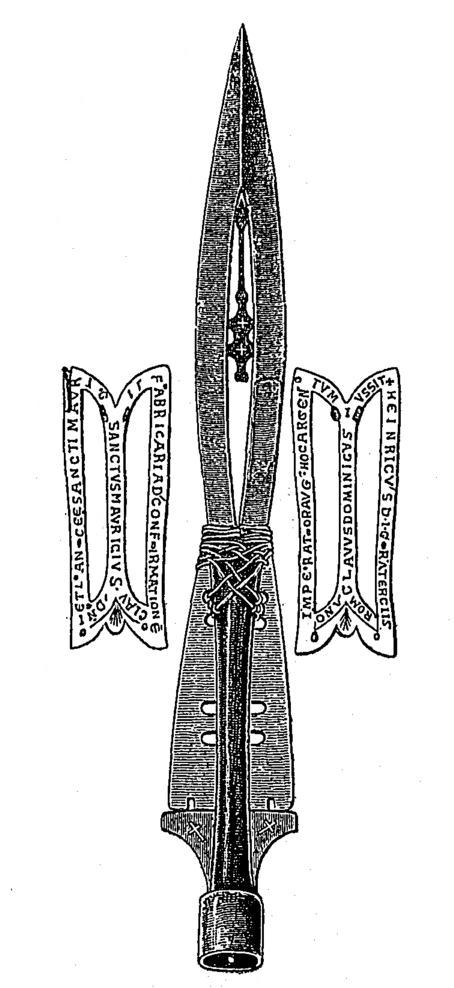
Рисунок Венского копья со снятыми золотыми накладками, D’après F. de Mély, 1904

### Копьё Лонгина
По одной из легенд, именно этим копьём римский центурион Гай Кассий Лонгин, ударил распятого Иисуса Христа между 4 и 5 ребром, проткнув плевру, лёгкое и сердце, но не повредив костей. Копье перешло к отцу Гая от деда, служившего в армии Германика, а затем к Гаю. По преданию Гай Кассий командовал римским отрядом, охранявшим Голгофу, и нанес Иисусу копьем «удар милосердия» в подреберье. Иосиф Аримафейский собрал кровь Христа в чашу Грааля, снял его тело с креста, обвил плащаницей и положил в гроб. Во время казни Иисуса Гай Кассий уверовал в него как в Сына Божьего, он стал христианином и впоследствии был канонизирован как святой под именем Лонгин. Сразу же после «удара милосердия» копьё по легенде обрело свой священный статус, оно стало одной из важнейших реликвий христианского мира.

### Копьё святого Маврикия
В средневековой европейской традиции существовали предания о копье, некогда принадлежавшем святому Маврикию, Константину Великому или Карлу Великому. С XI века происхождение копья связывалось со святым Маврикием. Позднее высказывалось также мнение об идентичности этого копья и копья Лонгина, но оно не получило признания. После XII века это копьё рассматривали не столько как символ императорской власти, сколько как христианскую реликвию.

## Описание артефакта
Это железный наконечник для средневекового копья, который крепился на деревянном древке. Длина такого копья в два раза превышала рост воина-пехотинца. Длина наконечника — 50,8 см, ширина — 7,9 см. Стальной наконечник состоит из двух частей, скреплённых серебряной проволокой и стянутых золотой муфтой-накладкой. В лезвие наконечника вставлен кованый гвоздь, который, согласно легенде, является одним из Орудий Страстей. Гвоздь прикручен к полости лезвия наконечника серебряной проволокой. Надпись на золотой накладке гласит: «Копьё и Гвоздь Господни» (лат. LANCEA ET CLAVUS DOMINI). На внутреннем серебряном обруче — более подробный текст: «Милостию Божией Генрих IV, великий римский император, августейший, приказал сделать сей серебряный обруч, дабы скрепить Гвоздь Господень и Копьё святого Маврикия» (лат. CLAVVS DOMINICVS + HEINRICVS D(EI) GR(ATI)A TERCIVS ROMANO(RUM) IMPERATOR AVG(USTUS) HOC ARGENTUM IVSSIT FABRICARI AD CONFIRMATIONE(M) CLAVI LANCEE SANCTI MAVRICII + SANCTVS MAVRICIVS).
В своей срединной части копьё сломано и состоит из двух частей. Для того чтобы скрепить наконечник, в разное время на лезвие наконечника надевались накладки: железная во времена императора Оттона III (X—XI века), серебряная во времена императора Священной Римской империи Генриха IV (XI—XII века) и золотая со времён императора Священной Римской империи Карла IV Люксембургского (XIV век).
Лиутпранд Кремонский в его «Истории», законченной в 961 г., описывает Святое Копьё, принадлежавшее Оттону Великому. Это описание полностью совпадает с описанием хофбургского копья. Копьё Оттона Лиутпранд возводит, в свою очередь, к копью Карла Великого. Карл в 774 г. получил от римского папы в качестве священной инсигнии «победную ромфею» (копьё) императора Константина.
В классической «Энциклопедии оружия» выдающегося австрийского историка и оружиеведа Вендалена Бехайма венское копьё св. Маврикия упоминается как типичное раннесредневековое копьё с двумя крыльцами у основания, имеющее следы многочисленных позднейших добавлений, вроде прорезей в наконечнике и золотых накладок. Бехайм датирует его примерно IX веком н. э. и отмечает как артефакт, интересный с точки зрения истории оружия как один из старейших образцов копий эпохи Средневековья:
Особенно важен сохранившийся наконечник, который если и не такой древний, как утверждает легенда, то, несомненно, может быть признан старейшим образцом Средневековья. Это так называемое копье Св. Маврикия в сокровищнице австрийского императорского дворца в Вене. Если отбросить ореол святости, которым окутали набожные люди эту реликвию, то перед нами предстанет обыкновенное копье с двумя крыльцами у нижнего конца и короткой втулкой. Оно ничем не напоминает форму римского копья: среди обычных находок, относящихся к античности, нет ничего похожего. Зато в деталях этого наконечника легко узнается предок всех средневековых копий с крыльцами вплоть до XV века. В этих наконечниках видна специфическая форма, которая на древних миниатюрах, таких как Золотая псалтырь, обозначена лишь нечеткой линией. Второй экземпляр копья этой формы несколько моложе первого, это копье из краковского Кафедрального собора.

## Экспертизы подлинности
Экспертиза, проведённая британским экспертом Робертом Фезером в январе 2003 года, включавшая рентгеноспектральный и флуоресцентный анализ, показала, что наконечник копья изготовлен в VII веке. Доктор Фезер подтвердил, что копьё никак не могло быть создано во времена Иисуса Христа.

Издавна принято считать, что железный штырь это и есть гвоздь для распятия; он не только плотно сидит в лезвии и инкрустирован крошечными медными крестиками, но и соответствует по длине и форме тем гвоздям, которые использовались римлянами в I веке. И пусть мы не можем точно датировать железные фрагменты вокруг него… Возможно, все это домыслы, но мы не можем взять и просто отбросить их— интервью Роберта Фезера
.

«Более того, здесь поработал искусный кузнец, а это значит, что он был выкован, а не выплавлен»— Алек Маклеллан, «Тайна копья Лонгина. В чьих руках судьбы мира?»
Размер наконечника был несколько крупнее тех, которые использовались римскими легионерами.
Та же экспертиза доктора Фезера установила, что серебряная проволока, которой скреплен сломанный наконечник копья, изготовлена ранее 600 года нашей эры, серебряная накладка изготовлена в XI веке, а золотая в XIV веке.

## Хофбургское копьё и Гитлер

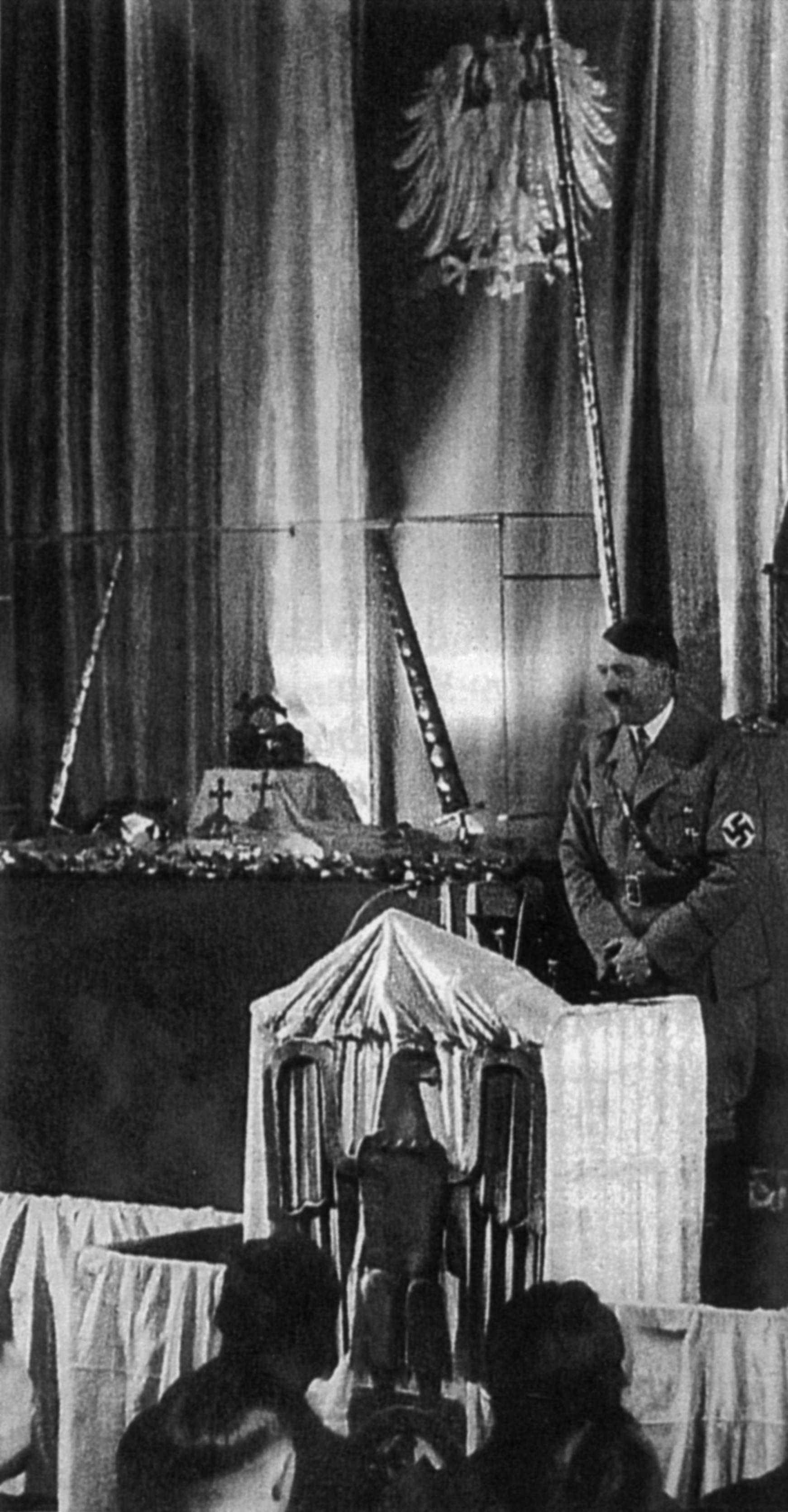
Гитлер рядом с имперскими клейнодами. 1938 год.

Источник особенного интереса Гитлера к этому артефакту можно отыскать у Тревора Рейвенскрофта (Trevor Ravenscroft) в его книге «Копьё Судьбы» (англ. издание 1972 г., немецкое — 1974 г.). Рейвнскрофт отождествляет здесь копьё Лонгина и Хофбургское копьё, входящее в состав атрибутов императорской власти.
По версии Рейвнскрофта, в октябре 1907 Гитлер приехал в Вену для того, чтобы поступить в Академию изящных искусств, но провалил вступительные экзамены. Оставшись в Вене, Гитлер снял квартиру вместе с другом детства Августом Кубичеком, где они жили крайне небогато. Впервые Гитлер увидел копьё в 1909 году — Гитлер посещал музеи, картинные галереи и букинистические магазины. В 1909 году будущий фюрер делал эскизы фасада музея Хофбург и зашёл в музей, чтобы согреться. Он оказался в зале сокровищ Габсбургов, где были выставлены имперские клейноды.
Якобы при виде копья Гитлер впал в состояние транса, только напоминание смотрителя о том, что музей закрывается, заставило его очнуться и покинуть зал. Ночью Гитлер не смог заснуть, а ранним утром снова пришёл к Хофбургскому дворцу. Когда музей открылся, он вбежал в зал и погрузился в созерцание копья Лонгина. В этот день произошло то, что Гитлер назвал «посвящением в сущность копья Судьбы». Копьё Лонгина стало для него священным символом, носителем магического откровения. Под влиянием легенды о копье Лонгина Гитлер из депрессивного состояния перешёл в маниакальное, а этот переход сопровождался галлюцинациями.
15 марта 1938 года Гитлер прибыл в Хофбургский дворец в сопровождении Гиммлера и предъявил свои права на копьё Лонгина. Во дворце Гитлера встретил и руководитель Верховного партийного суда Вальтер Бух и руководитель австрийских СС Эрнст Кальтенбруннер. Бух должен был обеспечить легальную передачу Германии имперских клейнодов. Гитлер вместе с Гиммлером вошёл в зал, где было выставлено копьё Судьбы. Немного погодя Гиммлер вышел, оставив Гитлера наедине с копьём, которого он не видел более четверти века. Гитлер отдал распоряжение — копьё должно покоиться в древней церкви Святой Екатерины в Нюрнберге в том зале, где в средние века проводились состязания мейстерзингеров. На «Площади героев» перед венским Хофбургом был организован митинг. Гитлер произнёс с балкона дворца речь, которую закончил следующими словами:

Я объявляю немецкому народу о том, что выполнил самую важную миссию в моей жизни. Как фюрер германской нации и рейхсканцлер я перед лицом истории заявляю о вступлении моей родины в Германский рейх!
13 октября 1938 года из Вены в Нюрнберг бронепоездом было доставлено копьё Судьбы и другие императорские сокровища. Это событие стало праздником, на вокзале собралась толпа, чтобы увидеть прибытие поезда. Войска образовали живую ограду на пути от вокзала до церкви Святой Екатерины, по которой бронетранспортёры везли императорские сокровища. Кроме Копья Судьбы в инвентарном списке значились: зуб Иоанна Крестителя, лоскут скатерти со стола Тайной Вечери, кошель Святого Эльма, Библия первого Римского Папы, камень из стены Иерусалимского храма.
Копьё доставили в зал мейстерзингеров, где обустроили специальное хранилище со сложной системой сигнализации. Обербургомистр Нюрнберга Вилли Либель был избран хранителем священного копья, Вольфрам Сиверс отвечал за организацию «научных исследований» копья Судьбы. Когда Гитлер посещал Нюрнберг, он заходил в церковь Святой Екатерины и созерцал копьё Судьбы.
Документально подтверждено, что атрибуты императорской власти были перевезены в 1938 из Вены в Нюрнберг по инициативе нюрнбергского обер-бургомистра Вилли Либеля (нем. Willy Liebel), а не Гитлера. Имеются также статьи исследовательского института СС Аненербе, в которых имперские регалии выводят из германских символов господства.